# Trichomachimus omani
Trichomachimus omani är en tvåvingeart som beskrevs av Parui och Joseph 1994. Trichomachimus omani ingår i släktet Trichomachimus och familjen rovflugor. Inga underarter finns listade i Catalogue of Life.